# Aneipo diana
Aneipo diana är en insektsart som beskrevs av Ronald Gordon Fennah 1949. Aneipo diana ingår i släktet Aneipo och familjen vedstritar. Inga underarter finns listade i Catalogue of Life.